# Daniel Bailey
Daniel Bailey (9 september 1986) is een sprinter uit Antigua en Barbuda, die is gespecialiseerd in de 100 m en de 200 m. Viermaal nam hij deel aan de Olympische Spelen, maar behaalde hierbij geen medailles.

## Loopbaan
Bailey werd in 2003 vierde op de 200 m het WK voor B-junioren. Een jaar later nam hij deel aan het wereldkampioenschappen voor junioren. Ook hier eindigde Bailey als vierde, ditmaal op de 100 m. In datzelfde jaar nam hij voor de eerste keer deel aan de Olympische Spelen in Athene. Hij werd in de reeksen uitgeschakeld in een tijd van 10,51 s.
Een belangrijk jeugdsucces boekte Daniel Bailey in 2005 door brons te winnen op de 200 m bij de Pan-Amerikaanse jeugdkampioenschappen. Datzelfde jaar deed hij ook mee aan de wereldkampioenschappen in Helsinki, waar hij op de 100 m al in de series werd uitgeschakeld. Een jaar later tijdens de Gemenebestspelen kwam hij op dezelfde afstand tot de kwartfinale. Op de Olympische Spelen van 2008 in Peking sneuvelde hij in de kwartfinales van de 100 m met een tijd van 10,23.
In 2009 verbeterde Bailey zijn persoonlijke records op de kortste sprintafstanden. Eerst was hij in februari in het Engelse Birmingham op de 60 m met 6,54 sneller dan ooit, om vervolgens in het buitenseizoen in mei in Belém met 9,99 voor het eerst onder de 10 seconden te duiken, waarmee hij de eerste atleet werd die op Zuid-Amerikaanse grond een 100 m in minder dan 10 seconden aflegde. Ten slotte finishte hij in juli tijdens de Meeting Areva, de vierde Golden League wedstrijd in Parijs in het kielzog van Usain Bolt (eerste in 9,79) als tweede in 9,91, opnieuw sneller dan ooit tevoren. Deze goede vorm betaalde zich uit bij de WK in Berlijn waar hij de finale haalde. Hij eindigde daar als vierde in 9,93.
Bij de wereldindoorkampioenschappen van 2010 in Doha pakte Bailey zijn eerste medaille op een mondiaal toernooi: hij werd derde op de 60 m. Ook kwam hij dat jaar tot een snelle 9,92 tijdens de Adidas Grand Prix. De wedstrijd werd echter gelopen met een te sterke rugwind van 2,4 m/s. In 2011 bereikte Bailey net zoals in 2009 de finale tijdens de WK in Daegu. Dit keer eindigde hij op een vijfde plek.
In 2012 nam Daniel Bailey weer deel aan de Olympische Spelen. Hij strandde op de 100 m in de halve finale, waarin hij 10,16 liep. In 2013 tijdens de WK van Moskou strandde Bailey in de series met een tijd van 10,45. Hij was een van de 4 x 100 m estafettelopers voor Antigua en Barbuda tijdens de WK in Peking. Het viertal haalde de finale, waarin het zesde werd.
Bailey nam in 2016 voor de vierde keer deel aan de Olympische Spelen. Op de 100 kwalificeerde hij zich voor de halve finales, waarin hij echter niet van start ging.

## Persoonlijke records
Outdoor
| Onderdeel | Prestatie | Datum         | Plaats   |
| --------- | --------- | ------------- | -------- |
| 100 m     | 9,91 s    | 17 juli 2009  | Parijs   |
| 200 m     | 20,51 s   | 16 april 2011 | Kingston |

Indoor
| Onderdeel | Prestatie | Datum            | Plaats     |
| --------- | --------- | ---------------- | ---------- |
| 50 m      | 5,75 s    | 28 januari 2012  | New York   |
| 60 m      | 6,54 s    | 21 februari 2009 | Birmingham |

## Prestaties

### Kampioenschappen
| Jaar | Wedstrijd                                  | Plaats         | Resultaat     | Onderdeel | Tijd  |
| ---- | ------------------------------------------ | -------------- | ------------- | --------- | ----- |
| 2003 | WK B-junioren                              | Sherbrooke     | 3e in ½ fin.  | 100 m     | 10,80 |
|      | WK B-junioren                              | Sherbrooke     | 4e            | 200 m     | 21,59 |
|      | Carifta Games (U20)                        | Hamilton       | 2e            | 200 m     | 21,10 |
| 2004 | Carifta Games (U20)                        | Hamilton       | 1e            | 100 m     | 10,54 |
|      | Carifta Games (U20)                        | Hamilton       | 2e            | 200 m     | 21,07 |
|      | Centraal-Amerikaanse jeugdkampioenschappen | Coatzacoalcos  | 1e            | 100 m     | 10,33 |
|      | Centraal-Amerikaanse jeugdkampioenschappen | Coatzacoalcos  | 2e            | 200 m     | 20,81 |
|      | WK junioren                                | Grosseto       | 4e            | 100 m     | 10,39 |
|      | OS                                         | Athene         | 6e in series  | 100 m     | 10,51 |
| 2005 | Carifta Games (U20)                        | Hamilton       | 1e            | 100 m     | 10,36 |
|      | Carifta Games (U20)                        | Hamilton       | 1e            | 200 m     | 21,10 |
|      | WK                                         | Helsinki       | 4e in series  | 100 m     | 10,49 |
|      | Pan-Amerikaanse juniorenkampioenschappen   | Windsor        | 3e            | 200 m     | 20,80 |
| 2006 | Gemenebestspelen                           | Melbourne      | 5e in ¼ fin.  | 100 m     | 10,38 |
| 2008 | Centraal-Amerikaanse kampioenschappen      | Cali           | 2e            | 100 m     | 10,18 |
|      | OS                                         | Peking         | 4e in ¼ fin.  | 100 m     | 10,23 |
| 2009 | WK                                         | Berlijn        | 4e            | 100 m     | 9,93  |
| 2010 | WK indoor                                  | Doha           | 3e            | 60 m      | 6,57  |
|      | Continental Cup                            | Split          | 2e            | 100 m     | 10,10 |
| 2011 | Centraal-Amerikaanse kampioenschappen      | Mayagüez       | 2e            | 100 m     | 10,11 |
|      | WK                                         | Daegu          | 5e            | 100 m     | 10,26 |
| 2012 | OS                                         | Londen         | 6e in ½ fin.  | 100 m     | 10,16 |
| 2013 | WK                                         | Moskou         | 6e in series  | 100 m     | 10,45 |
| 2016 | OS                                         | Rio de Janeiro | DNS in ½ fin. | 100 m     | nvt   |

### Golden League-podiumplekken
| Jaar | Wedstrijd     | Plaats      | Resultaat | Onderdeel | Tijd  |
| ---- | ------------- | ----------- | --------- | --------- | ----- |
| 2009 | Bislett Games | Oslo        | 2e        | 100 m     | 10,07 |
|      | Golden Gala   | Rome        | 2e        | 100 m     | 9,97  |
|      | Meeting Areva | Saint-Denis | 2e        | 100 m     | 9,91  |
|      | ISTAF         | Berlijn     | 1e        | 100 m     | 10,03 |

### Diamond League-podiumplekken
| Jaar | Wedstrijd                | Plaats     | Resultaat | Onderdeel | Tijd  |
| ---- | ------------------------ | ---------- | --------- | --------- | ----- |
| 2010 | Adidas Grand Prix        | New York   | 3e        | 100 m     | 9,92  |
|      | Aviva British Grand Prix | Birmingham | 3e        | 100 m     | 10,15 |